# دوارف (کنتاکی)
دوارف (به انگلیسی: Dwarf) یک منطقهٔ مسکونی در ایالات متحده آمریکا است که در شهرستان پری، کنتاکی واقع شده‌است. دوارف ۲۸۵٫۹۱ متر بالاتر از سطح دریا واقع شده‌است.